# Béthancourt-en-Vaux
Béthancourt-en-Vaux ist eine französische Gemeinde mit 425 Einwohnern (Stand: 1. Januar 2022) im Département Aisne in der Region Hauts-de-France. Sie gehört zum Arrondissement Laon, zum Kanton Chauny und zum Gemeindeverband Chauny-Tergnier-La Fère. Die Einwohner werden Béthancourtois und Béthancourtoises genannt.

## Geografie
Die Gemeinde Béthancourt-en-Vaux liegt ca. fünf Kilometer westlich von Chauny und 15 Kilometer nordöstlich von Noyon. Nachbargemeinden von Béthancourt-en-Vaux sind Guivry im Nordwesten, Commenchon im Nordosten, Caumont im Osten, Neuflieux im Südosten und Süden sowie  Caillouël-Crépigny im Westen.

## Bevölkerungsentwicklung
| Jahr                      | 1962 | 1968 | 1975 | 1982 | 1990 | 1999 | 2006 | 2012 | 2021 |
| Einwohner                 | 316  | 327  | 301  | 371  | 353  | 368  | 384  | 474  | 428  |
| Quelle: Cassini und INSEE |      |      |      |      |      |      |      |      |      |

## Sehenswürdigkeiten

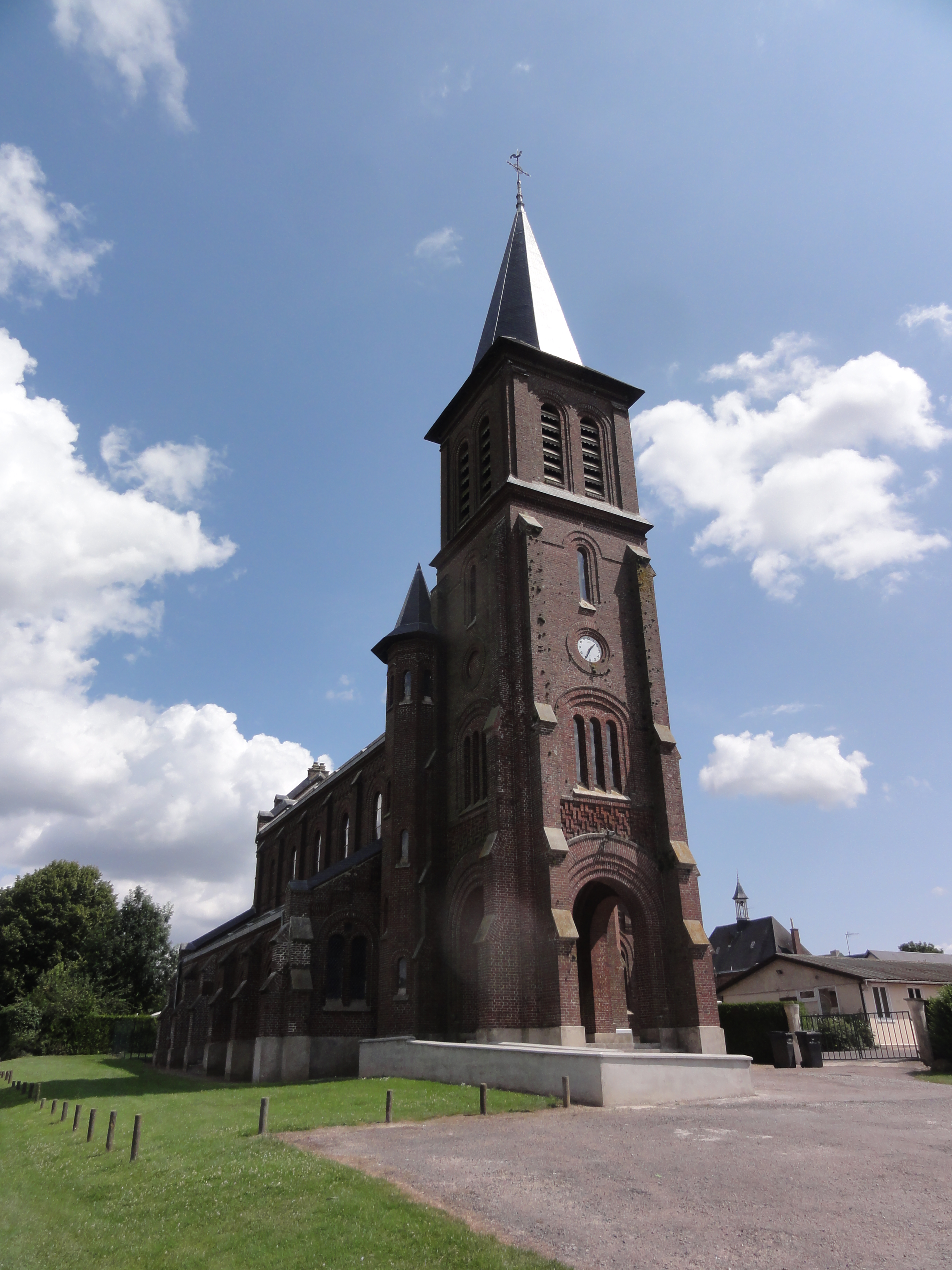
Kirche Saint-Médard
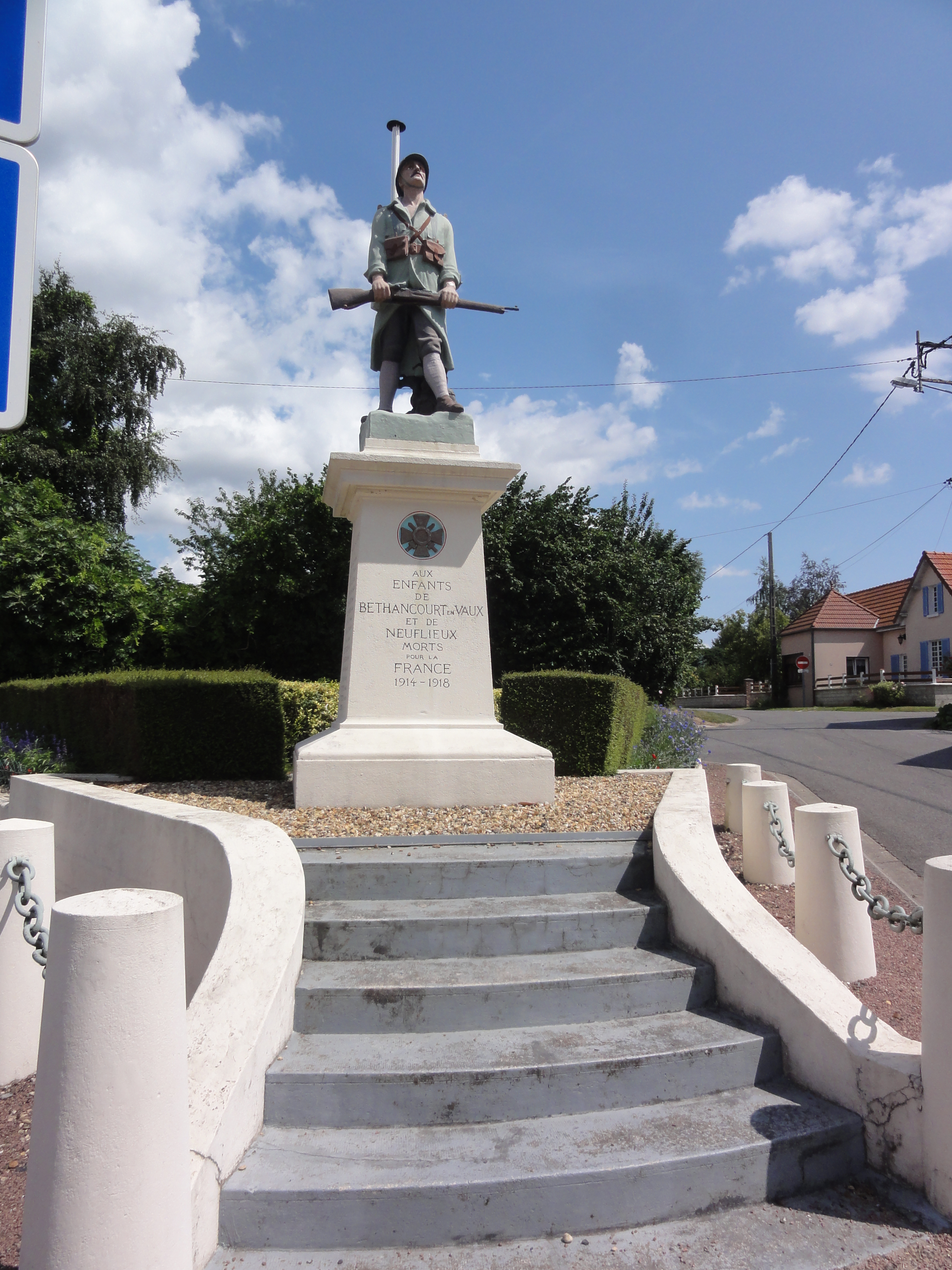
Gefallenendenkmal

- Kirche Saint-Médard
- Gefallenendenkmal